# Aaron Pierce
Aaron Pierce es un personaje de ficción interpretado por el actor Glenn Morshower en la serie de televisión 24. Pierce ha participado en todas las temporadas de 24 (exceptuando la última) sirviendo a distintos Presidentes como Agente a Cargo del servicio presidencial del Servicio Secreto de los Estados Unidos.

## Perfil
Aaron Pierce es un agente del Servicio Secreto de los Estados Unidos. Como tal, su principal tarea es proteger al Presidente. Inició su servicio bajo el gobierno de Ronald Reagan.
Aaron es uno de los dos personajes que se han mantenido a lo largo de todas las temporadas hasta la fecha (junio de 2007) junto con el protagonista Jack Bauer; ha logrado sobrevivir a los grandes eventos de la serie, aunque no ha estado tan cercano a la acción como Jack. 
Aaron es un personaje asertivo y leal, y que poco a poco ha ido siendo más desarrollado en la serie. Desde su aparición inicial en la que sólo formaba parte del detalle del Servicio Secreto, y difícilmente pronunciaba alguna palabra, pasó a ser uno de los agentes a cargo de la protección del Presidente David Palmer. Fue uno de los pocos hombres que le fueron leales a Palmer cuando este fue depuesto, y no se arrepintió de su decisión al ser arrestado. Posteriormente seguiría su trabajo en el Servicio Secreto hasta que se convierte en uno de los tres personajes de la serie que debe develar y combatir el complot que se esconde tras la muerte de Palmer.
Para los fanáticos, Aaron parece ser el "baluarte moral" de la serie, estando siempre en una posición privilegiada para apreciar los peligros de la Presidencia, en particular dado el nivel de involucramiento en los hechos de la Temporada 5. Aaron se ha ganado un sitial especial entre muchos fanáticos del show en foros de Internet, y su regreso a la sexta temporada fue muy esperado.

## Aaron Pierce en "24"

### Primera temporada
Aaron Pierce es enviado por el Servicio Secreto como Agente a Cargo para proteger al entonces candidato presidencial David Palmer, contra quien se ha informado un posible atentado durante el día. Aaron aparece justamente cuando Palmer desaparece "misteriosamente", escapando del hotel para discutir un asunto privado con el Doctor Ferragamo. Aaron estaría presente cuando Palmer cuando sufre un supuesto intento de asesinato a manos de Jack Bauer. Uno de los agentes de Aaron atrapa a Jack, pero este escapa. Esta es la primera vez que Jack y Aaron se encuentran cara a cara.
Posteriormente Aaron volvería a tratar con Jack Bauer cuando el Servicio Secreto y la UAT planean una emboscada para atrapar a uno de los responsables de los eventos de ese día, quien resulta ser un hijo de Viktor Drazen.

### Segunda temporada
Aaron está junto con otros agentes del Servicio Secreto protegiendo al ahora Presidente David Palmer en unas instalaciones gubernamentales cerca de Los Ángeles. 
Cuando una bomba nuclear es detonada cerca de la ciudad, los miembros del Gabinete encabezados por el vicepresidente, se reúnen para deponer a Palmer por su falta de respuesta militar. Cuando Palmer no puede contactar al Gabinete y pide consejo a Aaron, este recomienda a Palmer que haga caso a sus instintos. 
Palmer es encarcelado. Aaron es puesto como su vigía, y le ayuda proporcionándole un teléfono celular que le permite contactar a Jack Bauer para darle información que terminaría con la confesión del magnate del petróleo Peter Kingsley, quien admite haber planeado el ataque para crear una guerra que incremente los precios del crudo.
Aaron fue depuesto de su posición como Agente por haber ayudado a Palmer y fue también encarcelado, aunque él admite "no lamentar" su decisión. Tras la superación de la crisis y la restitución de Palmer, Aaron sería repuesto.

### 24: El Juego
Aaron aparece en una escena del juego, protegiendo de un atentado al en ese momento Presidente Interino, Jim Prescott.

### Tercera temporada
Una vez más Aaron se encuentra en L.A., con el presidente Palmer, cuando se anuncia una amenaza vírica sobre la ciudad. Aaron es el encargado de conducir a Sherry Palmer, la exesposa del Presidente, a sus oficinas para un asunto privado.
Aunque Aaron tiene instrucciones de evacuar al Presidente, Palmer le indica que no puede hacer caso de esa petición pues el pueblo estadounidense cuenta con el apoyo que significa la presencia de su Presidente. Aaron decide hacer caso de la confianza de Palmer y se queda con él. Aaron se ve forzado a recoger un "paquete" que el terrorista Stephen Saunders envió al Presidente, y luego de escanearlo, le informa que lamentablemente el teléfono que contiene, no puede ser rastreado. Por este medio Saunders realiza diversas demandas al Presidente.
Al final de ese día, cuando el presidente decide terminar su campaña de reelección tras la muerte de Sherry, Aaron lo acompaña a un elevador.

### Cuarta temporada
Ahora Aaron sirve al Presidente John Keeler. Cuando el Air Force One es atacado y a Keeler se le da por perdido, Charles Logan asume la presidencia de los Estados Unidos y Aaron decide acompañar a Mike Novick, entonces asesor del Presidente, para que vaya a buscar a un viejo amigo, David Palmer. Ambos viejos amigos se reúnen en el búnker de la Casa Blanca, la última vez que Aaron vería a Palmer con vida.
Aaron es uno de los agentes del Servicio Secreto encargados del detalle especial de Charles Logan.

### Quinta temporada
Aaron se encuentra en un retiro cerca de Los Ángeles donde los presidentes Charles Logan de Estados Unidos y Yuri Suvarov de Rusia, van a firmar un tratado antiterrorista. Aaron es uno de los encargados de los cuidados personales al Presidente estadounidense y a su primera dama, Martha.
Aaron tiene que lidiar con Martha, quien parece tener un caso extremo de alucinaciones y paranoia cuando, tras tratar de escapar, dice a Aaron que alguien en la administración de Logan está involucrado en el asesinato de David Palmer ocurrido más temprano durante el día. Aaron deja entrever sus preocupaciones al Presidente quien le confía que Martha ha estado teniendo problemas psicológicos y que va a ser derivada a Vermont, Estados Unidos.
Cuando, más tarde, Aaron se encuentra con que un viejo conocido de David Palmer, Jack Bauer, ha sido encarcelado en el retiro tras reunirse con Mike Novick, Aaron conversa con Jack quien le revela que sabe quién es el traidor en las filas de Charles. Sería la tercera vez que se ven en años. Con esto, Aaron ata algunos cabos (la actitud de Martha), y, unido a su amistad con David Palmer y la posibilidad de enfrentar un golpe de estado, Aaron decide permitir a Jack interpelar a Charles y a su jefe de personal, Walt Cummings, quien es revelado entonces como el traidor.
Con posterioridad a esto, Aaron participa junto con la señora Logan de un paseo en motorcade acompañando al Presidente ruso y su esposa, cuando recibe un aviso urgente de la UAT indicando la posibilidad de un atentado contra la vida del presidente ruso. Aunque el ataque toma lugar, Aaron logra proteger al presidente y a la Sra. Logan, y pese a ser el último hombre en pie y al daño sufrido por su vehículo, fácilmente elimina a los terroristas que habían emboscado el motorcade. A su regreso al retiro, Aaron comparte un momento de leve intimidad con la primera dama, cuando son descubiertos por Mike. 
Tres horas después, cuando el vicepresidente Hal Gardner promueve un toque de queda en Los Ángeles, Aaron recibe una llamada de Wayne Palmer, quien quiere acceder secretamente al retiro. Sintiendo que Wayne tarda demasiado, Aaon sale a buscarlo a los terrenos del retiro en medio de la noche, para encontrarlo escapando de asesinos desconocidos. Aaron logra rescatar a Wayne y escapan hacia el retiro. Juntos atan cabos para buscar al responsable de los eventos del día, cuando Aaron recibe información de Jack indicando que es Logan quien está detrás de los eventos del día: la edecana de Martha, Evelyn Martin tiene acceso a una grabación telefónica en la cual éste increpa al terrorista Christopher Henderson por haber "eliminado a Palmer sin permiso". Jack le pide a Aaron que cuide sus espaldas.
Aaron desaparece misteriosamente antes de una reunión con la primera dama en la que iba a revelarle este secreto. Fue capturado y torturado por agentes del Servicio Secreto leales a Logan. Aaron confrontó a Logan pese a su condición, llamándolo "una desgracia para el puesto" además de ignorar su posición, tuteándolo y llamándolo "Charles" (en vez del "Señor" que corresponde a un agente en su puesto). Logan accede a la eliminación de Aaron, pero este es salvado por Martha.
Martha comparte un último momento romántico junto a Aaron, y luego ella y Mike Novick coordinan la desaparición de Aaron, pero este decide volver al retiro presidencial para ayudar a Jack Bauer a infiltrar el Marina Uno y tratar de obtener una confesión directa de Logan. No se le vuelve a ver.

### Entre la Quinta y Sexta Temporadas
Puede asumirse que, al igual que Wayne, Aaron trató de esconderse por un tiempo para evitar que los asociados a Logan lo eliminaran; sin embargo, tras la abdicación forzada de Charles, Aaron sale a la luz y decide iniciar una relación seria con Martha, quien está sufriendo los efectos psicológicos de los eventos pasados.

### Sexta temporada
Aaron vive ahora con Martha Logan en un consistorial de reposo, en alguna parte de Los Ángeles. Al llegar a la cabaña que comparte con Martha, ella le demuestra su preocupación por haber salido en medio de los ataques sufridos al país, pero Aaron desestima (con cariño) las preocupaciones de Martha.
Aaron recibe entonces una llamada telefónica de Charles Logan, quien está retenido en la UAT. Charles trata de hablar con Martha e intempestivamente le dice a Aaron que él no tiene por qué estar enterado de lo que necesite, a lo que Aaron responde con un rígido "Ya no tengo que escuchar tus sarcasmos" (aún tuteándolo); sin embargo, cuando Logan afirma que se trata de los Suvarov, Aaron accede. 
Posteriormente, Aaron tendrá que mediar entre los exesposos cuando Charles visita a Martha para pedirle aydua en un caso muy complicado, que consiste en convencer, usandoa su esposa Anya, al presidente ruso Yuri Suvarov de autorizar a la UAT de Los Ángeles a invadir la embajada rusa donde el cónsul, Anatoly Markov, está escondiendo información acerca de uno de los hombres tras los atentados del día. Aaron no alcanza a evitar que Martha, en un momento de debilidad, apuñale fatalmente a Charles; sin embargo, con posterioridad trata de calmarla explicándole lo grave de la situación y Martha accede a ayudar. Esta ayuda sería clave para la liberación de Jack Bauer quien estaba atrapado en la embajada.

### Séptima temporada
Aaron Pierce vuelve a aparecer en escena cuatro años después, cuando Bill Buchanan, trabajando de encubierto a petición de la presidenta Allison Taylor, le pide que traiga a su hija Olivia a la Casa Blanca. Aaron cumple con esta tarea informando a Olivia que su padre y Primer Caballero Henry ha sido herido gravemente en un rescate (tras ser secuestrado por Iké Dubaku).
Aaron se encuentra en la Casa Blanca cuando un comando militar dirigido por Benjamin Juma toma la residencia por asalto, y se encarga de proteger a Olivia el mayor tiempo posible y buscar una posible salida del edifiico para alertar a fuerzas cercanas; sin embargo, es herido de bala y tomado prisionero junto a otros agentes del Servicio Secreto y Jack Bauer a quien vuelve a ver después de seis años.
Cuando la situación en la Casa Blanca es resuelta, Aaron permanece como Agente del Servicio Secreto a cargo de la protección de Olivia Taylor a petición de ella.

## Otros detalles
Aaron Pierce es uno de los pocos personajes que ha aparecido en todas las temporadas de 24, junto con Jack Bauer. Es además el agente del Servicio Secreto con más años de servicio en la serie, habiendo servido desde la Administración Reagan. El único Presidente a quien no ha servido en la serie es Alan Prescott (Interino en la segundo Temporada) puesto que en ese momento había sido removido del Servicio y se encontraba prisionero.
Durante una conversación que tuvo con Olivia Taylor se insinúa que tuvo una relación con la ex primera dama Martha Logan, pero que esta terminó aparentemente en malas condiciones.
- Datos: Q2226353